# Mimoecthispa
Mimoecthispa is een geslacht van kevers uit de familie bladkevers (Chrysomelidae).
De wetenschappelijke naam van het geslacht werd in 1927 gepubliceerd door Maurice Pic.

## Soorten
- Mimoecthispa irregularis (Pic, 1927)